# 麻栗树水库
麻栗树水库是中国云南省楚雄彝族自治州永仁县境内的一座水库，位于永定河上，建于1957年。水库正常库容为1723万立方米，集雨面积为113平方千米，海拔为126米。2005年完成除险加固，总库容2422万立方米，灌溉面积1.8万亩